# Discografia de Isadora Pompeo
A discografia de Isadora Pompeo, cantora e compositora de música cristã contemporânea. Ela lançou seu primeiro álbum, Pra Te Contar os Meus Segredos, em 2017.

## Álbuns

### Álbuns

#### De estúdio
| Álbuns | Detalhes |
| --- | --- |
| Processo | - Lançamento: 25 de fevereiro de 2021 - Formatos: Streaming, download digital - Gravadora: Musile \| Faixas do álbum[4] \| \| ------------------------------------------------------------------------------------------------------------------ \| \| 1. História 2. Seja Forte 3. Máscaras (part. João Figueiredo) 4. Processo 5. Em Troca 6. Você Não Cansa 7. Sua Paz \| |
| Faixas do álbum | |
| | |
| 1. História 2. Seja Forte 3. Máscaras (part. João Figueiredo) 4. Processo 5. Em Troca 6. Você Não Cansa 7. Sua Paz | |

#### Ao vivo
| Faixas do álbum |
| --- |
| 1. Intro 2. Guia-Me 3. Deus Perfeito 4. Preciso Entender 5. Minha Morada 6. Toca em Mim de Novo 7. Tua Alegria (part. Rebeca Carvalho) 8. Grito dos Apaixonados 9. Hey, Pai (part. Marcela Taís) 10. Oi, Jesus 11. Eu Sei Que Vem 12. O Nome de Jesus 13. O Teu Amor |

| Faixas do álbum |
| --- |
| 1. A Alegria 2. Azeite 3. Minha Alma Te Ama 4. Canção de Paulo 5. Ovelhinha 6. Aliança 7. Cruz em Ti 8. Se Eu Pudesse 9. Bênçãos Que Não Têm Fim (Counting My Blessings) 10. Bênçãos Que Não Têm Fim/Counting My Blessings (feat. Seph Schlueter) 11. Tetelestai 12. Eu Tudo Posso |

#### Álbuns colaborativos

##### Ao vivo
| Álbum | Detalhes |
| --- | --- |
| Aurora (com Julliany Souza)                                                                                           | - Lançamento: 22 de julho de 2022 - Formatos: Streaming, download digital - Gravadora: Part \| Faixas do álbum[8] \| \| --------------------------------------------------------------------------------------------------------------------- \| \| 1. Casinha Favorita 2. Tu És Tudo (part. Leo Brandão) 3. Assume a Responsa 4. A Casa é Tua / Labareda 5. Diante de Ti \| |
| Faixas do álbum | |
| | |
| 1. Casinha Favorita 2. Tu És Tudo (part. Leo Brandão) 3. Assume a Responsa 4. A Casa é Tua / Labareda 5. Diante de Ti | |

### Extended plays(EPs)
| EP                                                                                               | Detalhes |
| ------------------------------------------------------------------------------------------------ | --- |
| Musile Sessions                                                                                  | - Lançamento: N/A - Formatos: DVD - Gravadora: Musile \| Faixas do extended play \| \| ------------------------------------------------------------------------------------------------ \| \| 1. Guia-Me 2. Deus Perfeito 3. Toca em Mim de Novo 4. Oi, Jesus 5. O Nome de Jesus 6. O Teu Amor \| |
| Faixas do extended play                                                                          | |
|                                                                                                  | |
| 1. Guia-Me 2. Deus Perfeito 3. Toca em Mim de Novo 4. Oi, Jesus 5. O Nome de Jesus 6. O Teu Amor | |

## Singles

#### Como artista principal
| Ano  | Canção                                                                 | Melhores posições nas paradas | Certificados | Álbum                          |
| Ano  | Canção                                                                 | BRA                           | Certificados | Álbum                          |
| ---- | ---------------------------------------------------------------------- | ----------------------------- | ------------ | ------------------------------ |
| 2016 | "Guia-Me"                                                              | —                             |              | Musile Sessions                |
| 2016 | "Deus Perfeito"                                                        | —                             |              | Musile Sessions                |
| 2017 | "Toca em Mim de Novo"                                                  | —                             |              | Musile Sessions                |
| 2017 | "Oi, Jesus"                                                            | —                             |              | Musile Sessions                |
| 2017 | "O Nome de Jesus"                                                      | —                             |              | Musile Sessions                |
| 2017 | "O Teu Amor"                                                           | —                             |              | Musile Sessions                |
| 2018 | "Como Nunca Antes"                                                     | —                             |              | Não adicionado há nenhum álbum |
| 2019 | "Braços de Amor"                                                       | —                             |              | Não adicionado há nenhum álbum |
| 2020 | "História"                                                             | —                             |              | Processo                       |
| 2020 | "Seja Forte"                                                           | —                             |              | Processo                       |
| 2020 | "Máscaras" (part. João Figueiredo)                                     | —                             |              | Processo                       |
| 2020 | "Processo"                                                             | —                             |              | Processo                       |
| 2020 | "Em Troca"                                                             | —                             |              | Processo                       |
| 2020 | "Você Não Cansa"                                                       | —                             |              | Processo                       |
| 2020 | "Sua Paz"                                                              | —                             |              | Processo                       |
| 2021 | "Resultado"                                                            | —                             |              | Não adicionado há nenhum álbum |
| 2021 | "Vai Passar"                                                           | —                             |              | Não adicionado há nenhum álbum |
| 2021 | "Primeira Canção (Música dos Passarinhos"                              | —                             |              | Não adicionado há nenhum álbum |
| 2021 | "Tranquilo"                                                            | —                             |              | Não adicionado há nenhum álbum |
| 2021 | "10 Anos"                                                              | —                             |              | Não adicionado há nenhum álbum |
| 2022 | "Não Há o Que Temer"                                                   | —                             |              | Não adicionado há nenhum álbum |
| 2022 | "Ela Brilha"                                                           | —                             |              | Não adicionado há nenhum álbum |
| 2022 | "Casinha Favorita" (com Julliany Souza)                                | —                             |              | Aurora                         |
| 2022 | "Tu És Tudo" (com Julliany Souza, part. Leo Brandão)                   | —                             |              | Aurora                         |
| 2022 | "Assume a Responsa" (com Julliany Souza)                               | —                             |              | Aurora                         |
| 2022 | "Diante de Ti" (com Julliany Souza)                                    | —                             |              | Aurora                         |
| 2022 | "A Casa é Sua / Labareda" (com Julliany Souza)                         | —                             |              | Aurora                         |
| 2022 | "Vou Me Humilhar"                                                      | —                             |              | Não adicionado há nenhum álbum |
| 2023 | "Bênçãos Que Não Tem Fim (Counting My Blessings)"                      | 9                             | 2× Diamante  | Não adicionado há nenhum álbum |
| 2024 | "Tetelestai" (com Carol Tauber)                                        | —                             |              | Tetelestai                     |
| 2024 | "Azeite"                                                               | —                             |              | Tetelestai                     |
| 2024 | "Ovelhinha"                                                            | 108                           | 2× Platina   | Tetelestai                     |
| 2024 | "Se Eu Pudesse"                                                        | —                             |              | Tetelestai                     |
| 2024 | "Bênçãos Que Não Têm Fim (Counting My Blessings)" (com Seph Schlueter) | —                             |              | Tetelestai                     |
| 2025 | "Fica Calmo Coração"                                                   | —                             |              | Não adicionado há nenhum álbum |
| 2025 | "Palavras e Palavras"                                                  | —                             |              | Não adicionado há nenhum álbum |
| 2025 | "Você em Mim"                                                          | —                             |              | Não adicionado há nenhum álbum |
| 2025 | "Oi Jesus 2"                                                           | —                             |              | Não adicionado há nenhum álbum |

#### Como artista convidada
| Ano  | Canção                                                                   | Álbum                          | Certificados |
| ---- | ------------------------------------------------------------------------ | ------------------------------ | ------------ |
| 2017 | "Seu Amor" (DJ PV part. Isadora Pompeo e Eli Soares)                     | Não adicionado há nenhum álbum |              |
| 2017 | "Espero Por Ti" (Gabriel Guedes de Almeida part. Isadora Pompeo)         | Não adicionado há nenhum álbum |              |
| 2018 | "Desperta" (Unidade Cristã part. Isadora Pompeo, Netto e Pedro Siqueira) | Wake17                         |              |
| 2019 | "Bem Perto" (Isaias Saad e Isadora Pompeo)                               | Não adicionado há nenhum álbum |              |
| 2019 | "Tu És Santo" (Julia Vitória e Isadora Pompeo)                           | Não adicionado há nenhum álbum |              |
| 2020 | "Nada Pode Calar Um Adorador" (Eyshila e Isadora Pompeo)                 | Tudo Volta ao Seu Lugar        | Platina      |
| 2021 | "Deus Faz Além" (Bruna Olly e Isadora Pompeo)                            | Não adicionado há nenhum álbum |              |
| 2021 | "Eu Tenho Você" (Marcelo Markes e Isadora Pompeo)                        | Eu Tenho Você                  |              |
| 2021 | "Dono dos Meus Dias" (Daniela Araújo e Isadora Pompeo)                   | Não adicionado há nenhum álbum |              |
| 2022 | "Cuido dos Detalhes" (André & Felipe e Isadora Pompeo)                   | Não adicionado há nenhum álbum |              |
| 2022 | "Eu Tenho Você (Remix)" (DJ PV, Marcelo Markes e Isadora Pompeo)         | Me Faz Viver                   |              |
| 2022 | "Confio em Ti" (Thaiane Seghetto e Isadora Pompeo)                       | Não adicionado há nenhum álbum |              |
| 2023 | "Nem Um Segundo" (Gabriel Pompeo e Isadora Pompeo)                       | Não adicionado há nenhum álbum |              |
| 2023 | "Saudade" (Thalles Roberto e Isadora Pompeo)                             | Deixa Vir - Vol 2              |              |
| 2024 | "Meu Filho" (Com Sued Silva, Stella Laura e Isadora Pompeo)              | Reacende a Chama               |              |

### Outras canções
| Ano  | Canção                                        | Álbum         |
| ---- | --------------------------------------------- | ------------- |
| 2017 | "Salmo 91" (Maizamôr part. Isadora Pompeo)    | Transforma-Me |
| 2018 | "Em Teus Braços" (4Life part. Isadora Pompeo) | Felicidade    |